# ريكي أوتيرو
ريكي أوتيرو (بالإنجليزية: Ricky Otero)‏ هو لاعب كرة قاعدة أمريكي، ولد في 15 أبريل 1972 في Vega Baja, Puerto Rico ‏ في الولايات المتحدة.

## وصلات خارجية
- ريكي أوتيرو على موقعبيزبول رفرنس.كوم (الدوري الرئيسي) (الإنجليزية)
- ريكي أوتيرو على موقعبيزبول رفرنس.كوم (الدوري الثانوي) (الإنجليزية)